# Andrea Stramaccioni
Andrea Stramaccioni (Roma, 9 gennaio 1976) è un allenatore di calcio e opinionista italiano.

## Biografia
Cresciuto nel quartiere romano di San Giovanni, è figlio di un architetto e di una professoressa di latino. Trasferitosi a Bologna per giocare nelle giovanili della squadra rossoblù, ha frequentato il liceo classico Minghetti; tornato a Roma, ha completato gli studi secondari superiori al liceo classico Augusto.
Si è poi laureato in Giurisprudenza all'Università di Roma La Sapienza, discutendo una tesi in diritto commerciale sulle società sportive quotate in borsa.
Nel 2011 ha sposato Dalila, da cui ha avuto quattro figli.

## Carriera

### Giocatore
Cresciuto nelle giovanili della Romulea, è ceduto al Bologna nel 1990, reclutato da Sandro Tiberi, responsabile del settore giovanile felsineo, che presenta la miglior offerta per il suo cartellino. Nei Giovanissimi è allenato da Carlo Regno, negli Allievi da Tazio Roversi, al Bologna Primavera è premiato Miglior giocatore al Torneo Città di Vignola 1994.
Viene inserito in prima squadra nella stagione 1994-1995, sotto la guida dell'allenatore Renzo Ulivieri, in Serie C1. All'ultimo minuto di Bologna-Empoli (2-1) di Coppa Italia Serie C il 26 ottobre 1994, prima e unica gara professionistica giocata in carriera, rimedia un gravissimo infortunio in uno scontro al ginocchio destro: collaterale sfilacciato, due menischi compromessi e legamenti posteriori e anteriori rotti. Dopo varie operazioni e sedute di rieducazione all'Isokinetic, è costretto al prematuro ritiro ed inizialmente pensa di abbandonare del tutto il mondo del calcio; in seguito, consigliato dal suo agente Canovi, decide di intraprendere la carriera di allenatore.

### Allenatore

#### Esordi
Nel 2000, tramite Canovi, allena gli Allievi Sperimentali classe '85 dell'AZ Sport, società di Monte Sacro, quartiere di Roma, con cui conquista il titolo provinciale vincendo in finale sull'Ottavia. Nel 2002 torna alla Romulea, società dove aveva mosso i primi passi da giocatore, che gli affida i Giovanissimi regionali-Formazione B. La stagione successiva, a 26 anni, allena i Giovanissimi-Selezione A e vince il campionato regionale a livello dilettantistico battendo in finale il Savio, e il titolo nazionale di categoria superando l'Aldini Unes. Nello stesso periodo è osservatore del Crotone, visionando squadre laziali avversarie della squadra di Gian Piero Gasperini tra Serie C1 e Serie B.
Il 1º luglio 2005 passa alla Roma, squadra della sua città, voluto da Bruno Conti, dirigente e storico ex giocatore del club giallorosso. Per 6 anni allena Esordienti (2005-2006), Giovanissimi Regionali (2006), Giovanissimi Nazionali (2006-2007), Allievi (2007-2011), vincendo 2 campionati professionistici nelle stagioni 2006-2007 e 2009-2010, quest'ultimo vinto senza perdere alcuna gara, lanciando 6 giocatori in Nazionale Under-18 italiana. Nel 2010 vince il Torneo Città di Arco.
Dopo essersi svincolato dalla Roma il 30 giugno 2011, il 3 luglio seguente firma un contratto con l'Inter per allenare la Primavera, voluto dal direttore generale Ernesto Paolillo in sostituzione di Fulvio Pea. Come confermato dallo stesso Stramaccioni, l'Inter lo seguiva da diverso tempo e lo ha voluto inserire nella trattativa per il riscatto di Nicolás Burdisso da parte della Roma nel 2010. Eliminato in Coppa Italia Primavera dalla Fiorentina e dal Torneo di Viareggio dal Parma ai rigori agli ottavi, il 25 marzo 2012 vince la NextGen Series, torneo giovanile europeo Under-19, ai rigori 6-4 con l'Ajax, dopo l'1-1 ai tempi regolamentari e supplementari.

#### Inter

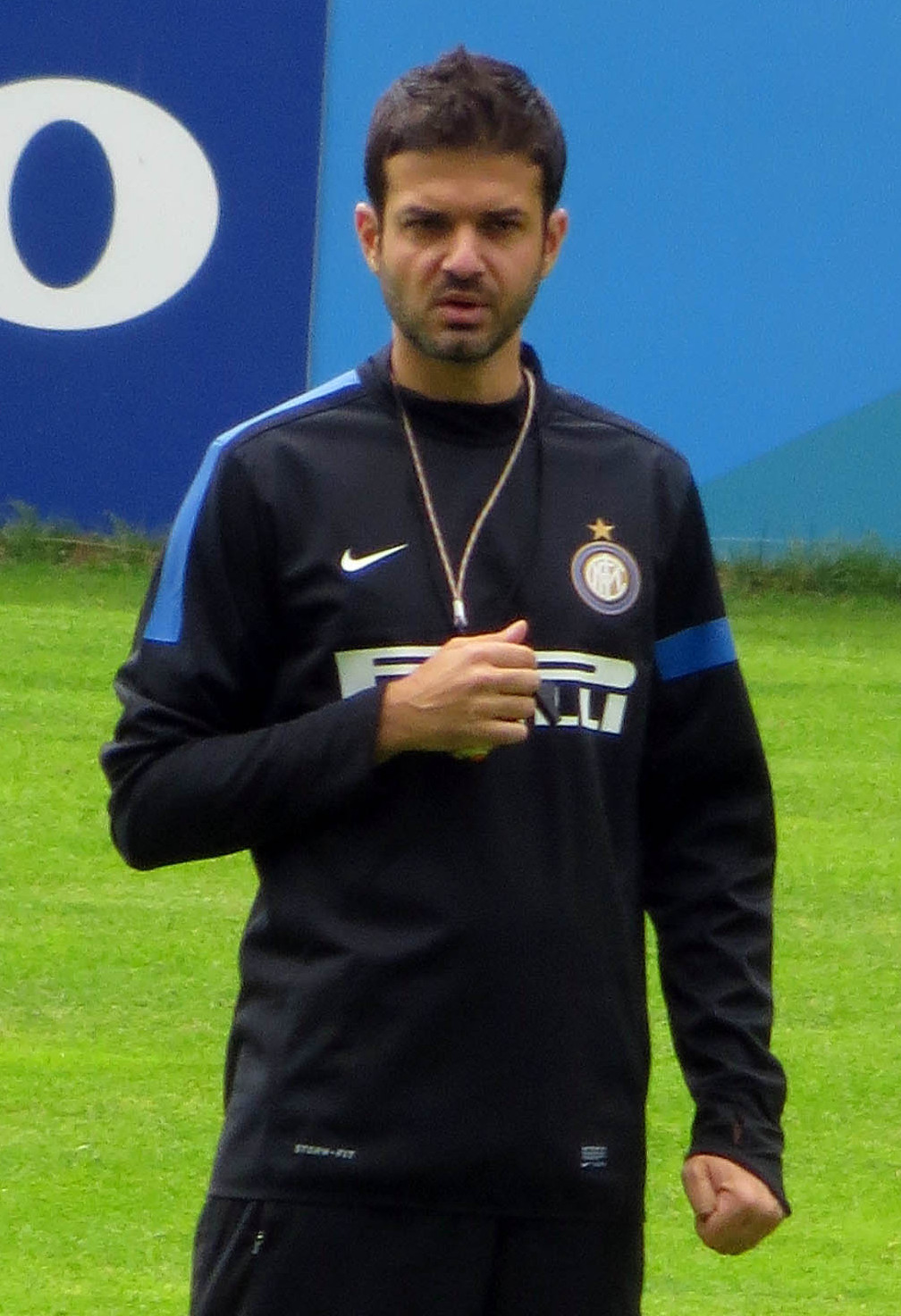
Stramaccioni all'Inter nell'estate 2012.

Il 26 marzo 2012, all'età di 36 anni, a seguito dell'esonero di Claudio Ranieri, viene promosso alla guida della prima squadra dell'Inter, diventando il più giovane allenatore della Serie A 2011-2012 ed il sesto più giovane della storia dell'Inter; assume il ruolo pur essendo ancora sprovvisto del patentino per allenatori professionisti di Prima Categoria-UEFA Pro, necessario per poter allenare le prime squadre di Serie A. In un'intervista a Tuttosport rivela che il presidente Massimo Moratti, oltre a essere incuriosito dai 7 gol subiti a Londra col Tottenham in NextGen Series, aveva iniziato a contattarlo dopo la gara con lo Sporting Lisbona a novembre. Nelle ultime gare Moratti si sarebbe messo dietro la panchina, per sentire quello che l'allenatore diceva.
Il 1º aprile, al debutto in prima squadra, vince contro il Genoa (5-4). Il 24 aprile 2012 viene insignito del premio Le ali della vittoria, assegnatogli dalla Lega Nazionale Dilettanti. Il 6 maggio vince per 4-2 il suo primo derby col Milan. La stagione 2011-2012 di Stramaccioni si conclude col bilancio di 5 vittorie, 2 pareggi, 2 sconfitte, 6º posto in classifica con 58 punti e qualificazione ai preliminari di UEFA Europa League 2012-2013.
Confermato sulla panchina nerazzurra per la stagione successiva, il 2 agosto seguente debutta ai preliminari di Europa League vincendo per 3-0 in trasferta sull'Hajduk Spalato. In campionato il 7 ottobre vince il derby contro il Milan per 1-0. L'8 ottobre 2012 inizia il corso a Coverciano per il conseguimento del patentino di allenatore professionista UEFA Pro di Prima Categoria.
Il 31 ottobre, battendo la Sampdoria per 3-2, eguaglia il record di 8 vittorie consecutive sulla panchina nerazzurra di Giovanni Trapattoni (stagione 1988-1989), Luigi Simoni (stagione 1997-1998) e Claudio Ranieri (stagione 2011-2012). Il 3 novembre batte la Juventus per 3-1 fuori casa, ottenendo la nona vittoria consecutiva in generale e la nona vittoria consecutiva fuori casa in stagione; per i bianconeri è la prima sconfitta in campionato dopo 49 gare e la prima partita persa allo Juventus Stadium.
L'8 novembre ottiene con due gare d'anticipo la qualificazione ai sedicesimi di Europa League grazie alla vittoria esterna per 3-1 col Partizan Belgrado, ottenendo la decima vittoria consecutiva fuori casa. Tre giorni dopo, con la sconfitta esterna contro l'Atalanta (3-2), interrompe la striscia di dieci vittorie consecutive e dieci vittorie consecutive in trasferta.
Conduce la squadra agli ottavi di finale di Europa League, in cui l'Inter è eliminata dal Tottenham il 14 marzo dopo i tempi supplementari, in semifinale di Coppa Italia, in cui è eliminata dalla Roma il 17 aprile, e al nono posto con 54 punti (di cui soli 19 nel girone di ritorno) in Serie A, torneo in cui la squadra stabilisce il record negativo di 16 sconfitte, dovute anche ai numerosi infortuni che la colpiscono nei primi mesi dell'anno. A stagione conclusa è sostituito da Walter Mazzarri. Il 5 luglio 2013 non ottiene il patentino di allenatore professionista di 1ª categoria–UEFA Pro, venendo bocciato per un numero eccessivo di assenze; lo otterrà invece nel settembre 2013, con il punteggio di 110 e lode.

#### Udinese
Dopo essere rimasto fermo una stagione, il 4 giugno 2014 risolve il suo contratto con l'Inter e diventa il nuovo allenatore dell'Udinese, con il suo ex giocatore Dejan Stanković come vice. Con i suoi 38 anni, è nuovamente il più giovane allenatore della stagione di Serie A in corso. Dopo una stagione deludente, chiusa al 16º posto finale (10 vittorie, 11 pari, 17 sconfitte), col record negativo di 41 punti conquistati dalle zebre da quando la Serie A è a 20 squadre, Stramaccioni lascia il club e viene sostituito da Stefano Colantuono.

#### Panathīnaïkos

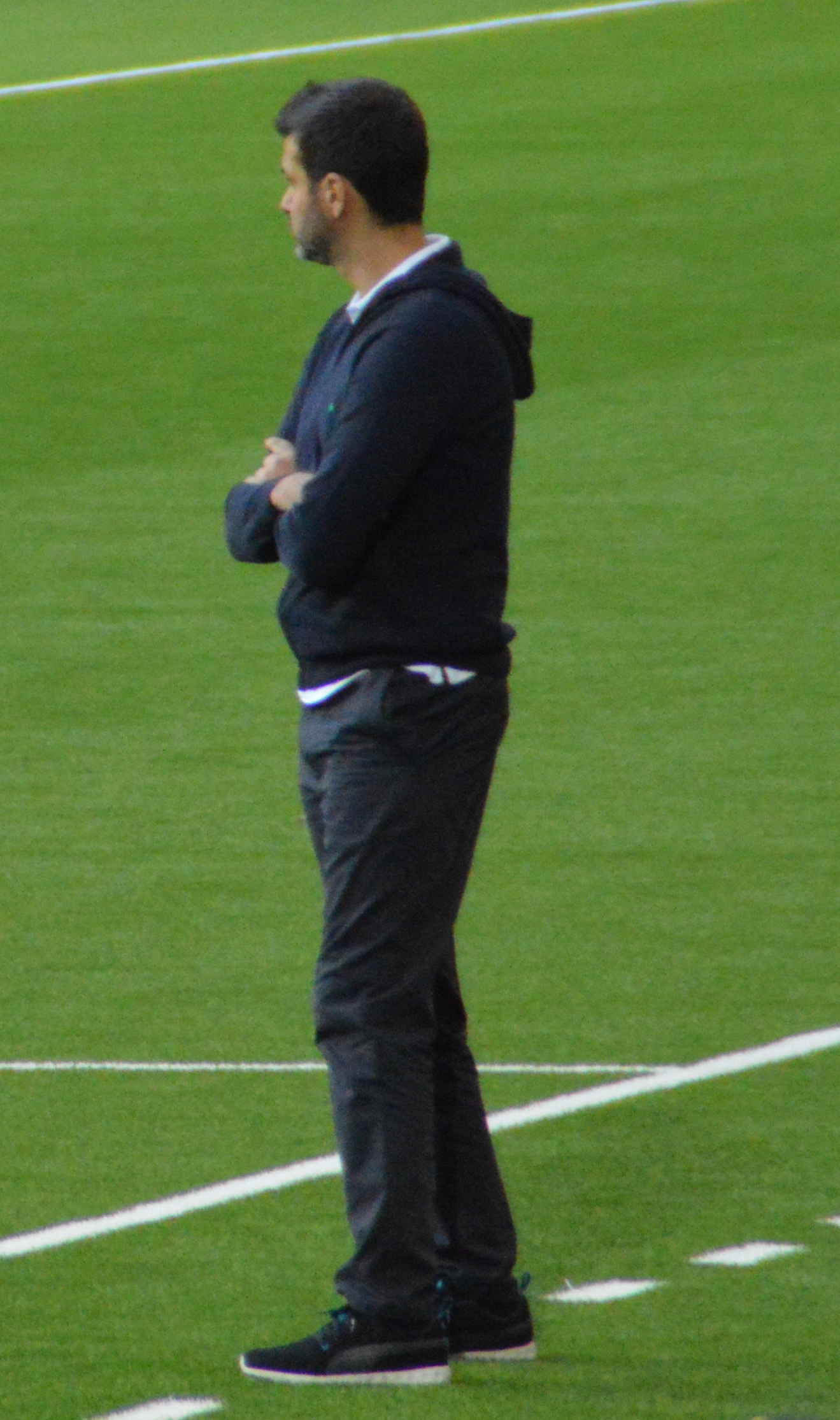
Stramaccioni sulla panchina del Panathīnaïkos.

Il 9 novembre 2015 diventa allenatore del club greco del Panathīnaïkos. Esordisce il 28 novembre perdendo contro l'Īraklīs (1-0) e scivolando al 5º posto in classifica. Il club intanto viene penalizzato di 3 punti per gli scontri avvenuti durante il derby con l'Olympiakos. La prima vittoria arriva il 3 dicembre contro il Panachaïkī (1-2) in Coppa di Grecia, competizione dalla quale uscirà poi ai quarti di finale per mano dell'Atromītos. La stagione regolare si conclude con un terzo posto a due punti di distanza dall'AEK Atene, che gli vale l'accesso ai play-off per la qualificazione in Champions League. Il secondo posto nel girone di playoff alle spalle del PAOK gli nega l'accesso alla massima competizione europea, qualificandolo per l'Europa League.
Il 1º dicembre 2016, dopo la sconfitta in Coppa di Grecia contro l'OFI Creta, club di seconda divisione, Stramaccioni risolve il contratto con il club, eliminato ai gironi in Europa League e terzo in campionato, con 15 punti ottenuti in 9 partite e 7 punti di svantaggio rispetto all'Olympiacos capolista.

#### Sparta Praga
Il 28 maggio 2017 viene scelto come nuovo tecnico dello Sparta Praga, con un contratto biennale. Viene eliminato al terzo turno preliminare di Europa League per mano della Stella Rossa. Il 6 marzo 2018 viene esonerato.

#### Esteghlal
Il 13 giugno 2019 firma un contratto biennale con l'Esteghlal, squadra di prima divisione iraniana. L’8 dicembre seguente rescinde il contratto per inadempienze del club, lasciando la squadra al primo posto in classifica in campionato (con il record di 8 vittorie consecutive tra campionato e coppa), al terzo posto nel girone C della AFC Champions League e ai quarti nella coppa nazionale.

#### Al-Gharafa
Il 1º luglio 2021 firma un contratto biennale con il club qatariota dell'Al-Gharafa.. Il 18 marzo 2022 viene sconfitto per 5-1 in finale di Coppa dell'Emiro del Qatar dall'Al-Duhail. In campionato la sua squadra si piazza quinta, mancando la qualificazione all'AFC Champions League. Il 31 ottobre il tecnico viene esonerato.

### Commentatore sportivo
Ha svolto il ruolo di opinionista prima per Fox Sports e in seguito per la Rai in occasione della Confederations Cup 2013, del Mondiale 2022 (nei pre e post partita e a Il circolo dei Mondiali), in occasione del quale ha affiancato anche Dario Di Gennaro nella telecronaca di alcune gare, e negli speciali della rete TG Sport Speciale sulla morte di Pelé condotto da Alessandro Antinelli su Rai 2 e Rai Sport racconta un anno di emozioni.
Dal gennaio del 2023 è opinionista e seconda voce nelle telecronache delle partite di Serie A ed Europa League su DAZN. In estate è anche opinionista in studio della fase finale della Nations League su Rai 1 e affianca Stefano Bizzotto nelle telecronache dell’Europeo Under-21 per Rai Sport. Per le stagioni 2023-2024 e 2024-2025 è commentatore tecnico, bordocampista e opinionista in studio su DAZN.
In occasione dell'Europeo 2024 affianca Stefano Bizzotto e anche Dario Di Gennaro nella telecronaca di diverse gare e Alessandro Antinelli e Daniele Adani nei pre e post partita dell’Italia oltre a intervenire in collegamento nelle altre trasmissioni inerenti come Notti europee. Nella stagione seguente viene confermato al fianco di Antinelli per i pre e post partita della nazionale italiana.
Salvataggio di due ragazze dal rischio annegamento in Puglia
Coraggio e prontezza: Andrea Stramaccioni ha salvato due ragazze di 19 e 17 anni che stavano annegando in mare.
La storia ha dell’incredibile. Il 28 luglio 2025, in Puglia sul Gargano, ‘Strama’ è in vacanza con la famiglia. E dall’ombrellone ha capito che qualcosa non andava:
“Ero sotto l’ombrellone insieme a mia moglie e ai miei figli. A un certo punto, in lontananza, le persone hanno iniziato ad accalcarsi lungo la riva. Uno dei bagnini era dentro l’acqua, e fischiava per attirare l’attenzione. C’erano due ragazze che sbracciavano e urlavano, così mi sono alzato e mi sono diretto verso l’acqua in fretta e furia. Ho percepito subito il pericolo. Il bagnino non ce l’avrebbe mai fatta da solo. Non sono un eroe o un fenomeno, anzi, ad un certo punto me la sono vista brutta anche io, ma da persona con caratteristiche fisiche e mentali adatte per una situazione simile mi sono sentito di intervenire. Il bagnino è entrato in acqua senza niente, né le ciambelle e né le corde, come me. Mi ha detto di dirigermi verso la prima ragazza, quella più grande, mentre lui si sarebbe concentrato sull’altra. Appena l’ho vista mi ha detto che aveva paura. L’acqua era alta, le onde forti, le ho ribadito di stare calma, di restare sul dorso e che in cinque minuti sarebbe tutto finito. Alla fine, così è stato. Appena abbiamo raggiunto una zona di comfort vicino alla riva mi sono girato per controllare dove fosse il bagnino con l’altra ragazza. Era in una situazione di shock. Il bagnino non riusciva ad aiutarla, così sono tornato subito indietro. La situazione della ragazza più giovane era disperata: spariva, andava giù e poi risaliva e soprattutto aveva già bevuto tanto. Nel frattempo, la barca di salvataggio aveva recuperato il bagnino e cercava di arrivare a noi, ma eravamo troppo vicini ai massi. Dagli scogli hanno iniziato a tirarci delle corde, ma non ci arrivavamo. Ho iniziato ad avere paura, soprattutto perché la ragazza mi trascinava dentro l’acqua. Era convinta che sarebbe morta. Le ho chiesto di ascoltarmi e di fidarsi. Aveva un solo modo di uscire, ovvero infilarsi in una piccola insenatura tra gli scogli, così l’ho afferrata e l’ho letteralmente ‘lanciata’ lì, finendo sott’acqua. A quel punto, dopo essere riemerso, ho perso l’orientamento e sono finito contro gli scogli, poi le persone mi hanno lanciato una corda e sono salito, ferendomi alle braccia e alle gambe. La ragazza era in salvo, ma l’ho saputo solo a riva. Ho tirato un sospiro di sollievo". Così come la famiglia di Andrea. "Mio figlio mi ha chiesto ‘papà, e se fossi morto?’. L’ho fatto per un senso di ‘protezione’, come se nell’acqua ci fosse stata mia moglie o uno di loro. Quella zona, comunque, è pericolosa. Non bisogna essere leggeri o imprudenti". Le ragazze hanno ringraziato Stramaccioni e poi sono rientrate in Trentino-Alto Adige. Guai a chiamarlo eroe: "Non lo sono, ma quelle ragazze sarebbero annegate e il bagnino, con quel mare, non ce l’avrebbe fatta. Non ci ho pensato due volte e mi sono tuffato. Lo racconto perché chi legge deve tenere a mente che il bene più importante è la vita".
Fonte: Il Calcio Latino

## Statistiche

### Presenze e reti nei club
| Stagione        | Squadra         | Campionato      | Campionato | Campionato | Coppe nazionali | Coppe nazionali | Coppe nazionali | Coppe continentali | Coppe continentali | Coppe continentali | Altre coppe | Altre coppe | Altre coppe | Totale | Totale |
| Stagione        | Squadra         | Comp            | Pres       | Reti       | Comp            | Pres            | Reti            | Comp               | Pres               | Reti               | Comp        | Pres        | Reti        | Pres   | Reti   |
| --------------- | --------------- | --------------- | ---------- | ---------- | --------------- | --------------- | --------------- | ------------------ | ------------------ | ------------------ | ----------- | ----------- | ----------- | ------ | ------ |
| 1994-1995       | Bologna         | C1              | 0          | 0          | CI+CI-C         | 0+1             | 0+0             | -                  | -                  | -                  | -           | -           | -           | 1      | 0      |
| Totale carriera | Totale carriera | Totale carriera | 0          | 0          |                 | 1               | 0               |                    | -                  | -                  |             | -           | -           | 1      | 0      |

### Statistiche da allenatore
Statistiche aggiornate al 15 ottobre 2022.
| Stagione             | Squadra              | Campionato           | Campionato | Campionato | Campionato | Campionato | Coppe nazionali | Coppe nazionali | Coppe nazionali | Coppe nazionali | Coppe nazionali | Coppe continentali | Coppe continentali | Coppe continentali | Coppe continentali | Coppe continentali | Altre coppe | Altre coppe | Altre coppe | Altre coppe | Altre coppe | Totale | Totale | Totale | Totale | % Vittorie | Piazzamento |
| Stagione             | Squadra              | Comp                 | G          | V          | N          | P          | Comp            | G               | V               | N               | P               | Comp               | G                  | V                  | N                  | P                  | Comp        | G           | V           | N           | P           | G      | V      | N      | P      | %          | Piazzamento |
| -------------------- | -------------------- | -------------------- | ---------- | ---------- | ---------- | ---------- | --------------- | --------------- | --------------- | --------------- | --------------- | ------------------ | ------------------ | ------------------ | ------------------ | ------------------ | ----------- | ----------- | ----------- | ----------- | ----------- | ------ | ------ | ------ | ------ | ---------- | ----------- |
| apr.-giu. 2012       | Inter                | A                    | 9          | 5          | 2          | 2          | -               | -               | -               | -               | -               | -                  | -                  | -                  | -                  | -                  | -           | -           | -           | -           | -           | 9      | 5      | 2      | 2      | 55,56      | Sub., 6º    |
| 2012-2013            | Inter                | A                    | 38         | 16         | 6          | 16         | CI              | 4               | 2               | 0               | 2               | UEL                | 14                 | 8                  | 3                  | 3                  | -           | -           | -           | -           | -           | 56     | 26     | 9      | 21     | 46,43      | 9º          |
| Totale Inter         | Totale Inter         | Totale Inter         | 47         | 21         | 8          | 18         |                 | 4               | 2               | 0               | 2               |                    | 14                 | 8                  | 3                  | 3                  |             | -           | -           | -           | -           | 65     | 31     | 11     | 23     | 47,69      |             |
| 2014-2015            | Udinese              | A                    | 38         | 10         | 11         | 17         | CI              | 3               | 2               | 1               | 0               | -                  | -                  | -                  | -                  | -                  | -           | -           | -           | -           | -           | 41     | 12     | 12     | 17     | 29,27      | 16º         |
| nov. 2015-2016       | Panathīnaïkos        | SL                   | 20         | 11         | 3          | 6          | CG              | 6               | 2               | 2               | 2               | -                  | -                  | -                  | -                  | -                  | -           | -           | -           | -           | -           | 26     | 13     | 5      | 8      | 50,00      | Sub., 3º    |
| ago.-dic. 2016       | Panathīnaïkos        | SL                   | 9          | 4          | 3          | 2          | CG              | 2               | 0               | 1               | 1               | UEL                | 9                  | 3                  | 2                  | 4                  | -           | -           | -           | -           | -           | 20     | 7      | 6      | 7      | 35,00      | Resc.       |
| Totale Panathinaïkos | Totale Panathinaïkos | Totale Panathinaïkos | 29         | 15         | 6          | 8          |                 | 8               | 2               | 3               | 3               |                    | 9                  | 3                  | 2                  | 4                  |             | -           | -           | -           | -           | 46     | 20     | 11     | 15     | 43,48      |             |
| 2017-mar. 2018       | Sparta Praga         | 1L                   | 19         | 9          | 6          | 4          | CC              | 2               | 1               | 1               | 0               | UEL                | 2                  | 0                  | 0                  | 2                  | -           | -           | -           | -           | -           | 23     | 10     | 7      | 6      | 43,48      | Eson.       |
| ago.-dic. 2019       | Esteghlal            | PL                   | 13         | 7          | 4          | 2          | CH              | 2               | 2               | 0               | 0               | ACL                | 6                  | 2                  | 2                  | 2                  | -           | -           | -           | -           | -           | 21     | 11     | 6      | 4      | 52,38      | Resc.       |
| 2021-2022            | Al-Gharafa           | QSL                  | 22         | 9          | 3          | 10         | CEQ+QSC         | 4+8             | 3+3             | 0+2             | 1+3             | ACL                | 6                  | 1                  | 2                  | 3                  | -           | -           | -           | -           | -           | 40     | 16     | 7      | 17     | 40,00      | 5°          |
| ago.-ott. 2022       | Al-Gharafa           | QSL                  | 7          | 3          | 3          | 1          | CEQ+QSC         | 0+5             | 0+2             | 0+2             | 0+1             | -                  | -                  | -                  | -                  | -                  | -           | -           | -           | -           | -           | 12     | 5      | 5      | 2      | 41,67      | Eson.       |
| Totale Al-Gharafa    | Totale Al-Gharafa    | Totale Al-Gharafa    | 29         | 12         | 6          | 11         |                 | 17              | 8               | 4               | 5               |                    | 6                  | 1                  | 2                  | 3                  |             | -           | -           | -           | -           | 52     | 21     | 12     | 19     | 40,38      |             |
| Totale carriera      | Totale carriera      | Totale carriera      | 175        | 74         | 41         | 60         |                 | 36              | 17              | 9               | 10              |                    | 37                 | 14                 | 9                  | 14                 |             | -           | -           | -           | -           | 244    | 105    | 57     | 82     | 43,03      |             |

## Palmarès

### Giocatore

#### Club

##### Competizioni nazionali
- Campionato italiano Serie C1: 1

Bologna: 1994-1995 (girone A)

### Allenatore

#### Club

##### Competizioni giovanili
- Campionato Giovanissimi Dilettanti: 1

Romulea: 2002-2003
- Campionato Giovanissimi Nazionali: 1

Roma: 2006-2007
- Campionato Allievi Nazionali: 1

Roma: 2009-2010
- Torneo Arco di Trento: 1

Roma: 2009-2010
- NextGen Series: 1

Inter: 2011-2012